# Dolichopeza (Dolichopeza) nephalia
Dolichopeza (Dolichopeza) nephalia is een tweevleugelige uit de familie langpootmuggen (Tipulidae). De soort komt voor in het Australaziatisch gebied.